# Centrale thermique de Kashima
La centrale thermique de Kashima '鹿島火力発電所, Kashima karyokuhatsudensho) est une centrale thermique dans la préfecture d'Ibaraki au Japon. Elle brule du fioul et du gaz. Elle a une puissance totale installée de 5 600 MW. La centrale dispose de deux turbines au fioul de 1 000 MW et de 4 de 600 MW. Elle dispose également de 3 turbines à gaz de 420 MW. En avril 2016, les 4 plus vieilles turbines sont mises sous cocon.